# Королюк, Александр Иванович
Алекса́ндр Ива́нович Королю́к (род. 15 января 1976, Москва, СССР) — российский хоккеист, нападающий.

## Карьера
Начинал играть в московских «Крыльях Советов». С 1993 по 1997 год провёл за команду 141 игру, забросив 58 шайб и сделав 41 передачу. Лучшим сезоном стал чемпионат МХЛ 1995/96, когда в 50 матчах Александр набрал 49 очков (30+19) и был включён в символическую сборную сезона.
В 1994 году в составе российской сборной стал серебряным призёром чемпионата Европы среди юниоров (до 18 лет), забросив две шайбы и сделав три передачи в пяти поединках.
Играл за молодёжную сборную России (до 20 лет) на чемпионатах мира 1995 и 1996 года, выиграв соответственно серебряную и бронзовую медали. На первом турнире набрал 10 очков (8+2) в семи играх, на втором — 7 очков (5+2) также в семи матчах.
В сезоне 1996/97 провёл 42 игры за «Манитобу Мус» в IHL, забив 20 шайб и сделав 16 передач. С 1997 года выступал в НХЛ в составе «Сан-Хосе Шаркс», первые два сезона также играл за фарм-клуб «Сан-Хосе» в АХЛ «Кентукки Тороблейдс» где в 67 матчах набрал 61 очко (25+36).
Сезон 2000/01 начал в «Ак Барсе», сделав пять передач в шести поединках. Чемпионат 2002/03 полностью провёл в Казани, набрав 31 очко (14+17) в 45 играх. Во время локаута в НХЛ играл в высшей лиге чемпионата России за чеховский «Витязь», набрав 52 очка (24+28) в 42 матчах. Затем перешёл в воскресенский «Химик», выступавший в Суперлиге. После завершения локаута остался в России, подписав новый контракт с «Витязем». 1 октября 2006 года права на Королюка и Джима Фэхи были переданы «Нью-Джерси Девилз» в обмен на Владимира Малахова.
В первом сезоне КХЛ 2008/09 выступал за «Атлант» Мытищи, где в 56 поединках набрал 54 очка (21+33) и добавил ещё 5 баллов (2+3) в семи играх плей-офф. В следующих сезонах выступал за СКА Санкт-Петербург, ярославский «Локомотив», нижнекамский «Нефтехимик», вновь за «Витязь», магнитогорский «Металлург», «Югру» Ханты-Мансийск.
Выступал за первую сборную России на чемпионатах мира 1997 и 2001 годов, где в сумме в 13 играх забил три шайбы и сделал четыре передачи, а также на Олимпиаде 2006 года (1+1 в 6 матчах), заменив травмированного Алексея Жамнова.
Две дочери (Анна и Яна), сын Виталий (род. 5 апреля 2006 года) играет в школе «Крыльев Советов».

## Статистика
| Легенда | Легенда                    | Легенда | Легенда                   | Легенда | Легенда    |
| ------- | -------------------------- | ------- | ------------------------- | ------- | ---------- |
| И       | Количество проведённых игр | Штр     | Штрафное время            | +/−     | Плюс-минус |
| Г       | Голы                       | П       | Голевые передачи          | О       | Очки       |
| -       | Статистика неизвестна      | —       | Статистика не учитывалась |         |            |

### Клубная карьера
- a В этом сезоне в «Плей-офф» учитывается статистика игрока в Кубке Надежды.

### В сборной
| Год                   | Сборная               | Турнир                | Место                 |    | И  | Г | П  | О  | Штр |
| --------------------- | --------------------- | --------------------- | --------------------- | -- | -- | - | -- | -- | --- |
| 1994                  | Россия (юниор.)       | ЮЧЕ (до 18)           | 2                     | 5  | 2  | 3 | 5  | 0  |     |
| 1995                  | Россия (мол.)         | МЧМ (до 20)           | 2                     | 7  | 8  | 2 | 10 | 47 |     |
| 1996                  | Россия (мол.)         | МЧМ (до 20)           | 3                     | 7  | 5  | 2 | 7  | 4  |     |
| Всего (юниор. и мол.) | Всего (юниор. и мол.) | Всего (юниор. и мол.) | Всего (юниор. и мол.) | 19 | 15 | 7 | 22 | 51 |     |
| 1997                  | Россия                | ЧМ                    | 4                     | 6  | 2  | 3 | 5  | 6  |     |
| 2001                  | Россия                | ЧМ                    | 6                     | 7  | 1  | 1 | 2  | 6  |     |
| 2006                  | Россия                | ОИ                    | 4                     | 6  | 1  | 1 | 2  | 6  |     |
| Всего (осн. сборная)  | Всего (осн. сборная)  | Всего (осн. сборная)  | Всего (осн. сборная)  | 19 | 4  | 5 | 9  | 18 |     |